# Bresniški potok
Bresníški potok je levi pritok Pesnice v severovzhodni Sloveniji. Izvira v gozdnati grapi pod vasjo Polenšak v južnem delu Slovenskih goric in teče proti jugovzhodu po razmeroma široki dolini z mokrotnim dnom mimo vasi Polenci, Lasigovci in Bresnica. Pri Podgorcih vstopi v ravnino Ptujskega polja in teče naravnost proti jugu mimo Cvetkovcev do Pesnice. V preteklosti se je stekal v potok Žabjak, enega od stranskih rokavov Pesnice, ki se je glavni reki pridružil šele pod vasjo Mihovci.
Potok teče skoraj v celotnem toku po umetno regulirani strugi, ki so jo uredili hkrati z melioracijami večjega dela dolinskega dna. To je bilo nekoč mokrotno in v njem so bili večinoma travniki, po melioracijah je velik del pod njivami. Razmeroma majhen potok je v zgornjem toku še obraščen z obvodnim grmovjem in drevjem, v srednjem in spodnjem toku so brežine večinoma poraščene s travo.